# Processione del Venerdì santo di Chieti
La processione del Venerdì santo di Chieti è una secolare processione commemorativa della Passione, che si tiene nella città abruzzese durante la Settimana Santa. 

## Storia
La processione del Venerdì santo di Chieti è considerata fra le processioni più antiche d'Italia La sua origine, secondo delle leggende tratte da Girolamo Nicolino, risalirebbe all'842 d.C., anno in cui si concluse ufficialmente la ricostruzione della prima cattedrale dedicata a San Tommaso (attualmente parte della vecchia cattedrale costituisce la cripta della nuova dedicata a San Giustino), che era stata distrutta nell'801 da re Pipino. Con la ricostruzione della cattedrale sarebbe nata la processione del Venerdì santo. La sua conformazione attuale risale però solo al XVI secolo, quando nacque L'arciconfraternita del Sacro Monte dei Morti con sede nella cattedrale, che ne cura l'allestimento e la preparazione. 
La tesi del Vicoli appena esposta non è però suffragata da alcun elemento certo, se non dall'appassionata, ma discutibile, affermazione del Nicolino.
Solo nel 1650 si hanno notizie certe mediante documenti, sulla confraternita della cattedrale, riguardanti un pellegrinaggio che il Monte dei Morti organizzò in Roma in occasione dell'Anno santo e nel quale vennero portati in processione uno stendardo nero con il simbolo del sodalizio, una "Morte" a grandezza naturale e un catafalco ricoperto in velluto damascato e sul quale era adagiato la statua di Cristo. Sono proprio l'estrema povertà e la caratteristica funerea e penitente della processione in quel periodo, la sua essenzialità e brevità in contrasto con la ricchezza e la pomposità rinascimentale e poi barocca delle moltissime altre processioni nate in quegli ultimi secoli che fornirebbero un ulteriore indizio sulle origini altomedievali.
Tra il '700 e '800 avvennero importanti modifiche riguardanti l'introduzione del coro (all'inizio del XVIII sec.), dato che il compositore e maestro di cappella Saverio Selecchy musicò il Salmo biblico n. 50 ossia il "Miserere", dei "simboli della Passione" (nel 1855) realizzati da Raffaele Del Ponte, e della statua dell'Addolorata (1833), oltre all'eliminazione dal corteo della Morte. Inoltre nel 1850 circa la processione fu spostata dal mattino alla sera.
Una delle tradizioni della processione di Chieti è che questa si debba sempre svolgere, anche in condizioni atmosferiche pessime o durante accadimenti rilevanti, come avvenne durante la seconda guerra mondiale: nel 1944 infatti, nonostante fosse stato emanato il divieto dai nazisti di effettuare la processione, questa si svolse ugualmente, sebbene in versione ridotta, girando per la piazza Duomo, uscendo dal portone della cattedrale e rientrando dalla cripta. I militari tedeschi entrarono poi in cattedrale per rastrellare gli uomini che vi avevano preso parte, senza successo perché i confratelli riuscirono a scappare dalle varie uscite secondarie della cattedrale (attuale piazza Zuccarini già largo della pescheria, via Arniense, e cunicoli sotterranei).
Ad oggi l'unico annullamento registrato è avvenuto nel 2020 e nel 2021, a causa della pandemia da diffusione del virus COVID-19; in queste due edizioni, soltanto l'arcivescovo Monsignor Bruno Forte, scortato da due prelati, ha portato il Crocifisso in processione, nel 2020 procedendo dal Seminario Diocesano  fino alla Cattedrale e nel 2021 procedendo dalla Cattedrale fino alla chiesa della Santissima Trinità.

## La processione e il Miserere

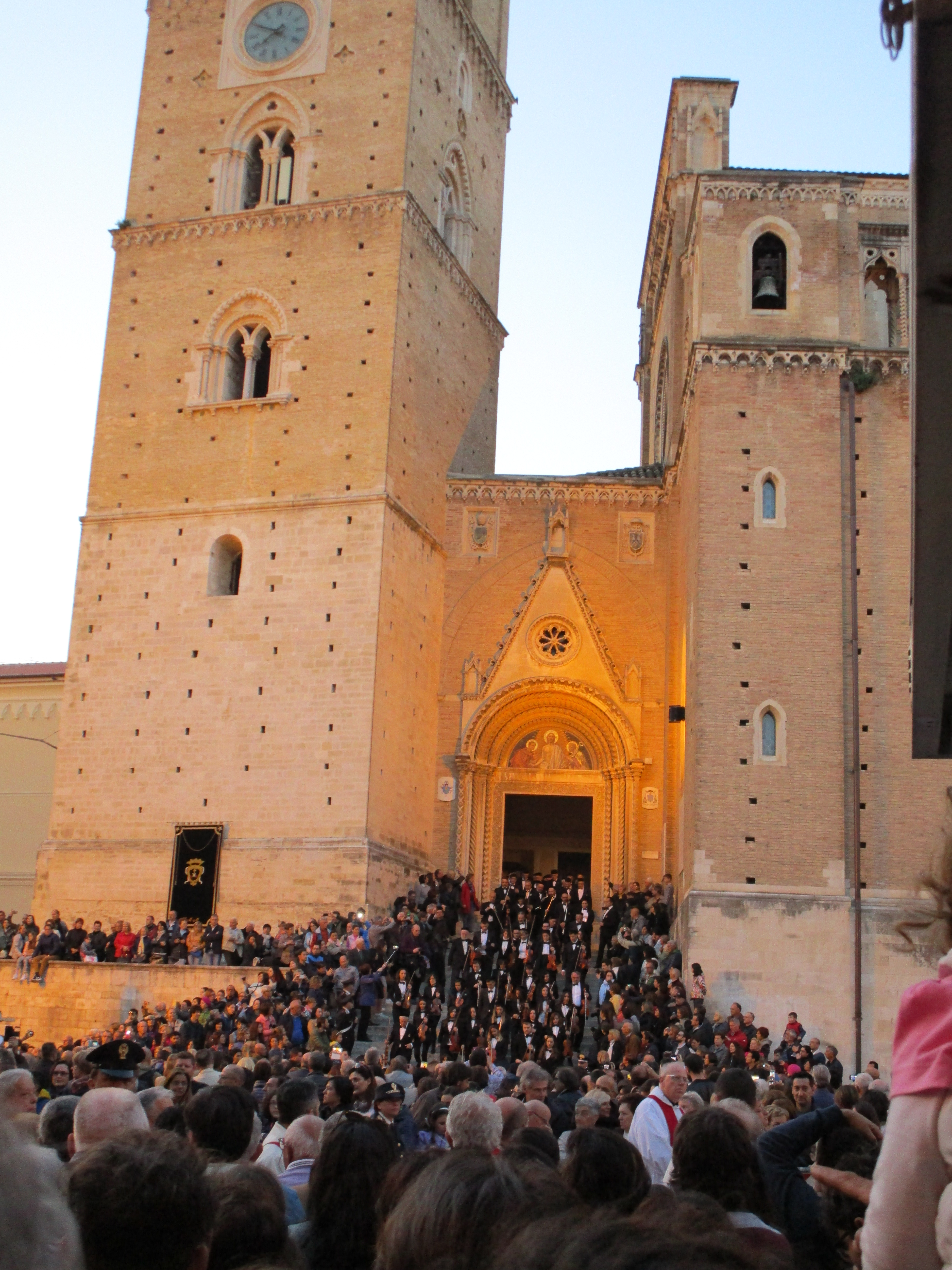
Uscita della processione con i Cantori dalla Cattedrale

La processione ha inizio la sera del Venerdì santo, all’imbrunire, dalla cattedrale di San Giustino con le persone già in attesa sulla piazza antistante, lungo il corso principale e le altre vie dove il lungo corteo si snoda. Lungo gran parte del percorso sono presenti i tripodi accesi con fuoco di cera, un tempo necessari per bruciarvi incensi ed aromi (difatti, prima della diffusione dell'illuminazione elettrica, la processione si svolgeva di giorno). Intanto, in cattedrale, alla fine della sacra funzione, sulla scalinata del presbiterio si esibisce, il coro per tenori primi, tenori secondi e bassi e composto da oltre 160 elementi che intona il Miserere composto intorno al 1767 da Saverio Selecchy, maestro di cappella della cattedrale. L'orchestra conta circa duecento elementi.

## Percorso
La processione si snoda lungo le vie del centro storico di Chieti lungo gli assi ortogonali nord-sud ed est-ovest formando, di fatto, una croce sulla città. Il percorso moderno, che salvo alcune modifiche topografiche cittadine non ha subito rilevanti variazioni nell'ultimo secolo, si snoda tra la cattedrale di San Giustino e le principali vie del centro storico come corso Marrucino.

## Storia dell'Arciconfraternita

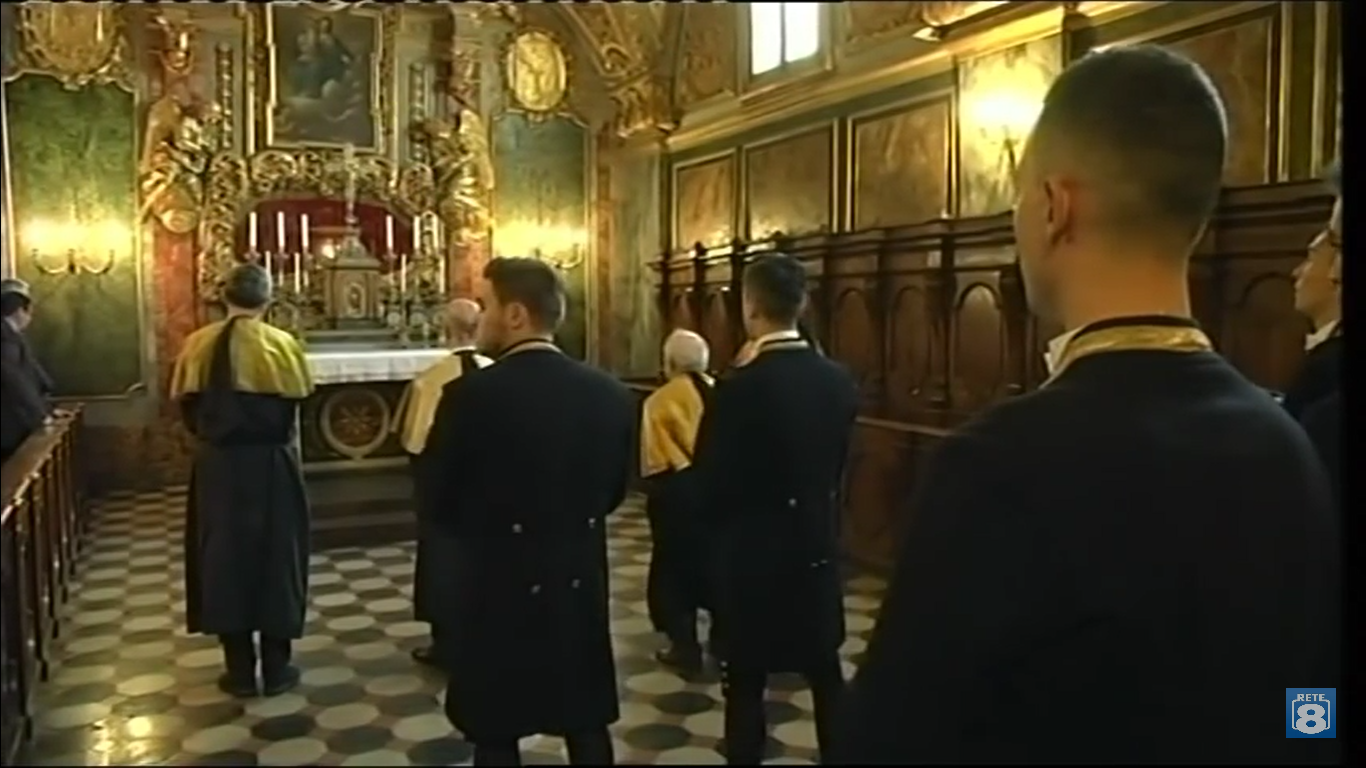
Cappella del Sacro Monte dei Morti nella cattedrale di Chieti

Il Sacro Monte dei Morti è probabilmente nato, come vuole la leggenda tra i secoli IX e X nella Cripta della cattedrale, sulla tomba di san Giustino, con lo scopo di far celebrare sante messe in suffragio delle anime dei fratelli defunti. I fratelli si dedicavano anche al compito pietoso di seppellire i corpi, disseminati per le vie e i campi, delle vittime delle tante guerre del tempo.
L'Arciconfraternita del Sacro Monte dei Morti è sorta nel 1603 in qualità di aggregata all'Arciconfraternita romana dell'Orazione e Morte sorta nel 1539.
Sempre nel 1603 l'arcivescovo del tempo autorizza la costruzione della cappella dell'oratorio del Sacro Monte dei Morti a fianco della cattedrale. Solo nel 1648 il sodalizio teatino si rese giuridicamente autonomo con la pubblicazione di un suo Statuto e con l'elezione dei propri rappresentanti. Il primo governatore (insieme ad Alessandro e Giovanni Andrea Valignani e Blasio Grampa) risulta essere stato il capitano della milizia urbana Pietro Gigante che, dopo aver vissuto gli orrori delle guerre, fu molto benevolo nei riguardi della pia associazione.
L'Arciconfraternita, come si è detto, era aggregata alla compagnia romana dell'Orazione e Morte e su suo invito partecipò all'anno santo del 1650: per l'occasione venne scolpita una “Morte” in legno a grandezza naturale che nella mano sinistra reggeva un crocifisso e nella destra una falce col motto Nemini parco ("non risparmio nessuno").
Mille e cento persone raggiunsero Roma, a piedi, in quattro giorni.
L'ingresso in città fu quanto mai solenne: la compagnia, preceduta dai musici, fu ricevuta dai governatori e dai fratelli dell'Arciconfraternita romana. Papa Innocenzo X ne rimase evidentemente ben impressionato in quanto volle vederla due volte e benedire tutti i partecipanti.

## Le Confraternite ed i Sodalizi partecipanti

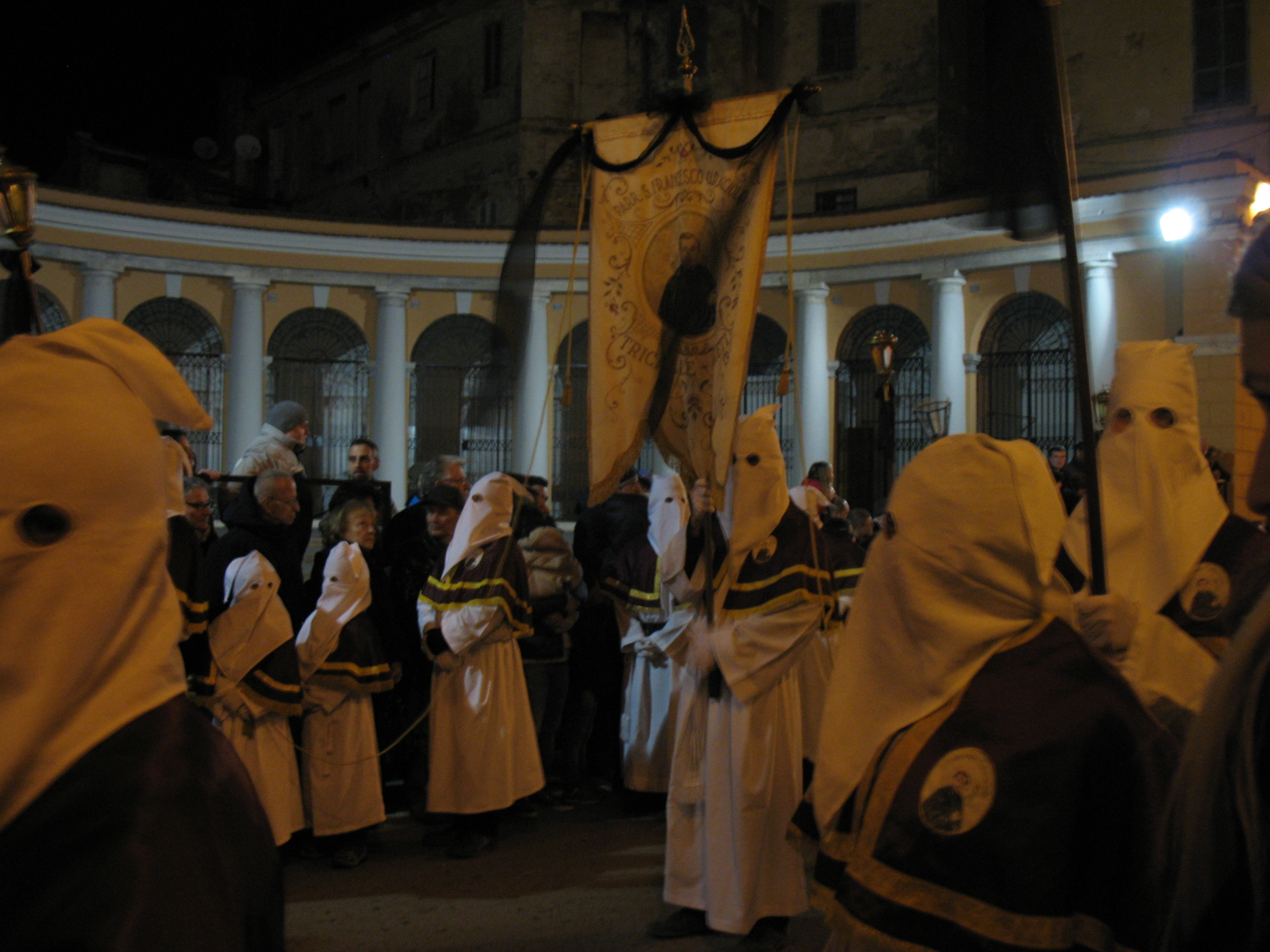
La Confraternita di San Francesco Caracciolo.

Di seguito un elenco, in ordine di sfilata, delle Confraternite della città di Chieti che partecipano alla Processione, oltre l'organizzatrice Arciconfraternita del Sacro Monte dei Morti.
1. Confraternita di San Francesco Caracciolo, già Confraternita di Santa Maria del Tricalle - l'abito, i guanti, il cingolo ed il cappuccio sono bianchi; la mozzetta è color granata, con frangia e bordo dorato. Ha sede nella parrocchia di San Francesco Caracciolo.
2. Confraternita di San Gaetano e San Giuseppe Falegname - l'abito è bianco; la mozzetta è bordeaux; ha sede nella chiesa di San Gaetano Thiene.
3. Confraternita delle Crocelle, già Confraternita dell'Addolorata - gli abiti sono sia bianchi che neri; la mozzetta è color amaranto con bordo dorato.
4. Congregazione della Cintura - l'abito è nero; la mozzetta è in argento con bordo nero; ha sede nell'ex convento della Santissima Annunziata.
5. Confraternita di Santa Maria Calvona - l'abito è bianco; la mozzetta è rossa con il bordo dorato; ha sede nella chiesa omonima.
6. Confraternita di Santa Barbara, già compagnia della Croce - l'abito è bianco; la mozzetta è rossa con il bordo bianco per la prima, e abito bianco, mozzetta celeste con bordo bianco per la seconda; ha sede nella chiesa omonima.
7. Confraternita della Madonna delle Grazie[20] - l'abito è bianco; la mozzetta è rossa con il bordo dorato; ha sede nella chiesa omonima.
8. Confraternita della Madonna del Freddo - l'abito è bianco; la mozzetta è celeste con bordo dorato; ha sede nella chiesa omonima.
9. Arciconfraternita di Santa Maria di Costantinopoli - l'abito è bianco; la mozzetta è azzurra scuro e stellata, con bordo dorato; ha sede nella chiesa di Sant'Antonio abate, in precedenza era situata nella chiesa di Santa Caterina o San Gaetano, poi nella chiesa di Santa Chiara.
10. Confraternita di Santa Maria della Vittoria - l'abito è bianco; la mozzetta è viola, con fregi circolari dorati; sede nella chiesa omonima.
11. Confraternita di Maria SS.ma del Rosario, già Arciconfraternita del SS.mo Rosario - l'abito è bianco; la mozzetta è nera con grani bianchi del rosario; ha sede nella chiesa di San Domenico.
12. Fraternità della Misericordia - l'abito è un saio nero, con cordone nero e rosario pendente, senza mozzetta; ha sede nella chiesa di Maria Santissima degli Angeli.
13. Ordine Equestre del Santo Sepolcro; ha sede in uno stabile in piazza Malta, in ricordo dell'antico Ordine dei Cavalieri di Malta che aveva sede in un monastero scomparso di San Giovanni Battista, a Chieti che si trovava in Largo del Pozzo (oggi piazza Valignani), demolita nel 1876.[21]

## I simboli della Passione
I Simboli o "Trofei" che oggi sono esposti, sono stati realizzati nel XIX secolo dal pittore e scultore teatino Raffaele Del Ponte

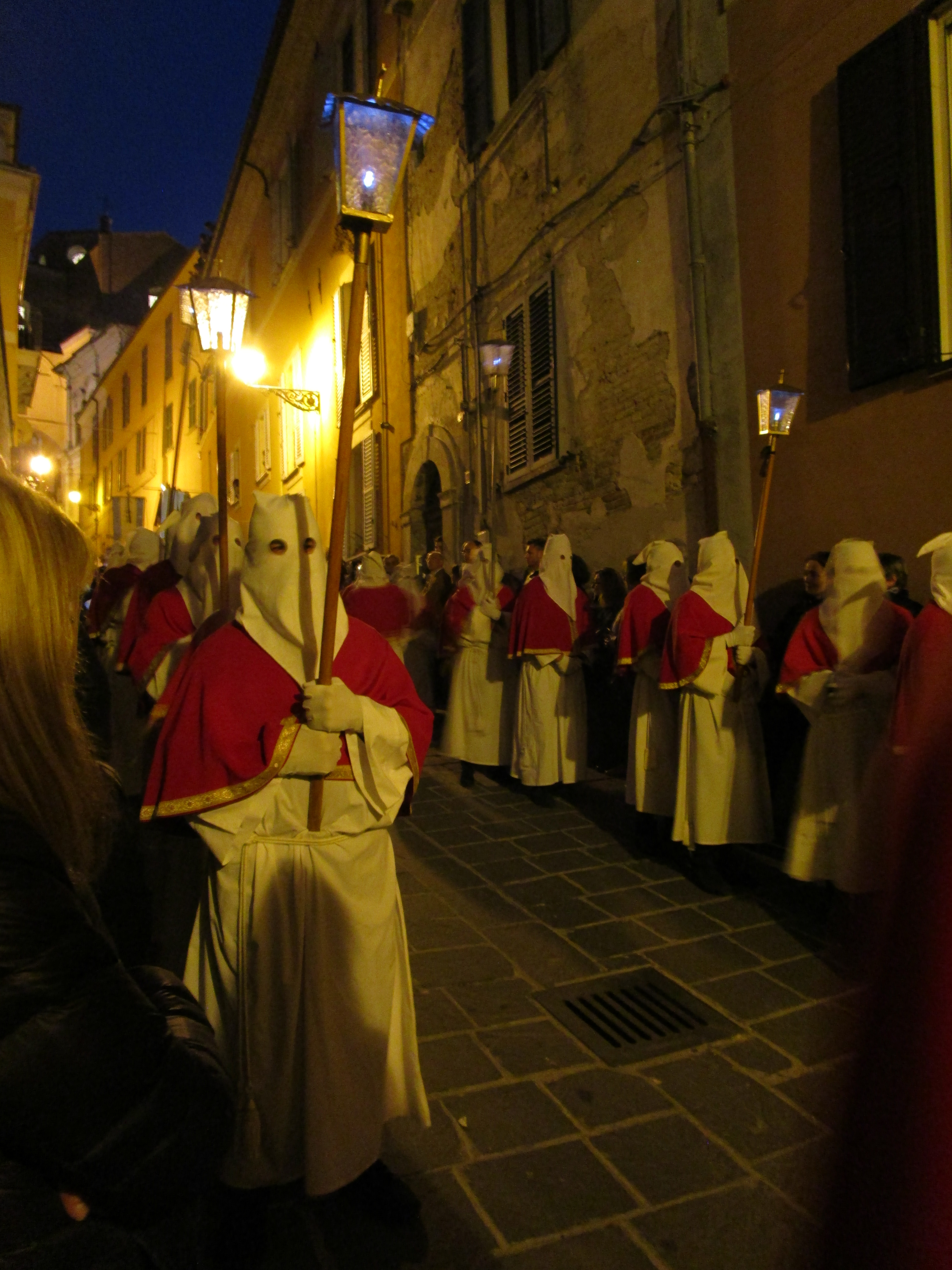
Processione dei Confratelli di San Gaetano in via dei Crociferi

- L'Addolorata. La statua della Madonna Addolorata di Chieti è caratterizzata soprattutto dal suo vestito: un abito di pesante seta e velluto, tutto nero, con alcuni ricami d'oro, ed un manto in seta nero scende dalla testa. Il volto è sofferente, le braccia tese, nella mano sinistra stringe un fazzoletto. Un velo in tulle nero trapunto di stelle d'oro copre tutto il capo e scende fino ai piedi. La statua della Vergine risale al 1910 e sostituisce quella usata fin dal 1833. Alla moglie del governatore dell'Arciconfraternita, a quelle dei suoi predecessori ed alla priora è riservato, nella mattina del Mercoledì santo, il compito di “vestire” la statua della Madonna Addolorata che è conservata, con gli “abiti di casa”, nell'armadio ligneo settecentesco della sagrestia dell'oratorio dell'Arciconfraternita.[24]

- Il Cristo è una scultura lignea del '700, posta su un catafalco barocco coperto da un pesante velluto nero ricamato d'oro. La caratteristica del Cristo, conservato nello stesso oratorio summenzionato, è la sua "copertura", un velo bianco con ricami d'oro.[25] Il Cristo a seguire, L'"Addolorata" sono i due simboli più importanti e sono gli ultimi ad uscire e chiudono la processione. Sono portati e scortati dai fratelli effettivi dell'Arciconfraternita. Gli altri simboli, portati e scortati dai Fratelli aggregati e tutti opera dell'artista teatino Raffaele Del Ponte[26], sono:

- L'angelo alato. Ha in mano l'amaro calice della Passione di Gesù.

- Le lance. Appartengono ai soldati inviati dal Sinedrio, con una daga, delle torce, una lanterna e il sacchetto dei trenta denari, compenso di Giuda, in ricordo dell'arresto di Gesù nell'orto del Getsemani.

- La colonna. Vi fu legato Gesù; Su di essa è posto il gallo del rinnegamento di Pietro e gli strumenti della flagellazione con la mano torturatrice.

- Il sasso. Vi sono collocati la tunica di Gesù con i dadi che servirono ai soldati per giocarsela, lo scettro di canna e la corona di spine col quale venne beffeggiato Cristo e un catino e una brocca, in ricordo del gesto compiuto da Ponzio Pilato (Io me ne lavo le mani). Il catino e la brocca d'argento vengono affidati ogni anno dalla famiglia Obletter all'Arciconfraternita. Essi furono utilizzati per il battesimo del Servo di Dio padre Gabriele M. Obletter, frate francescano morto nel 1964 e ora sepolto nella chiesa cittadina del Sacro Cuore che egli provvide a far costruire con i suoi beni.

- Il volto santo che rappresenta l'episodio della Veronica. È una copia del Volto Santo di Manoppello.

- La scala. Ha appese le tenaglie, il martello e i chiodi della crocifissione, ma anche la canna con una spugna bagnata di aceto e la lancia di Longino (Longino fu un militare romano poi convertitosi e divenuto santo)[27] che ferì pietosamente Gesù al costato per accelerarne la morte.

- La croce. Rude e pesantissima, ai cui piedi è posto il serpente del peccato originale e il cranio del primo peccatore, Adamo, cioè i motivi del sacrificio di Cristo.

## Nell'arte
- Il pittore Francesco Paolo Michetti nel 1895 realizzò un quadro dedicato alla processione[28] oggi conservato presso il museo nazionale di Capodimonte.[29]

## Galleria dei simboli della Processione

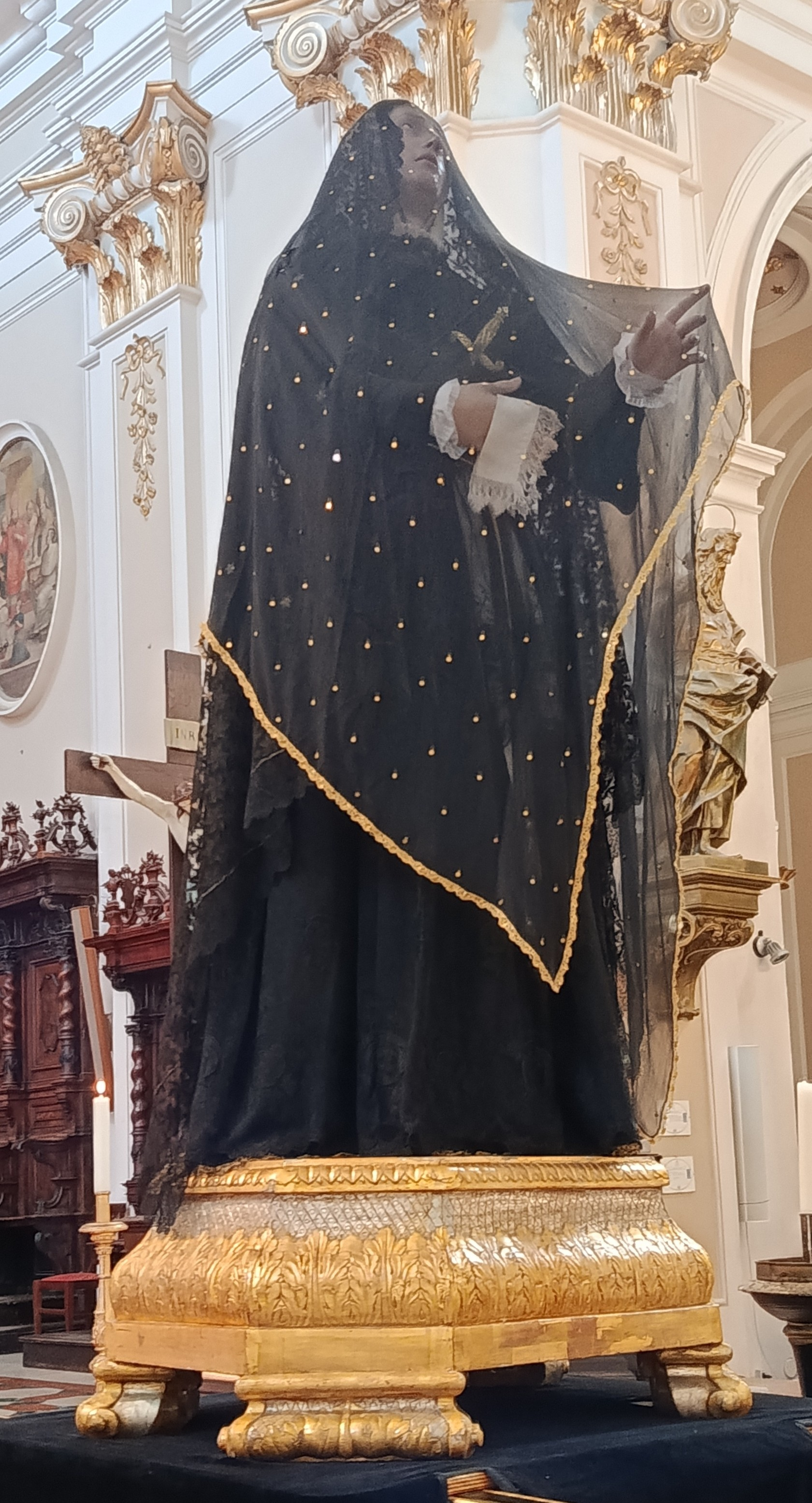
L'Addolorata
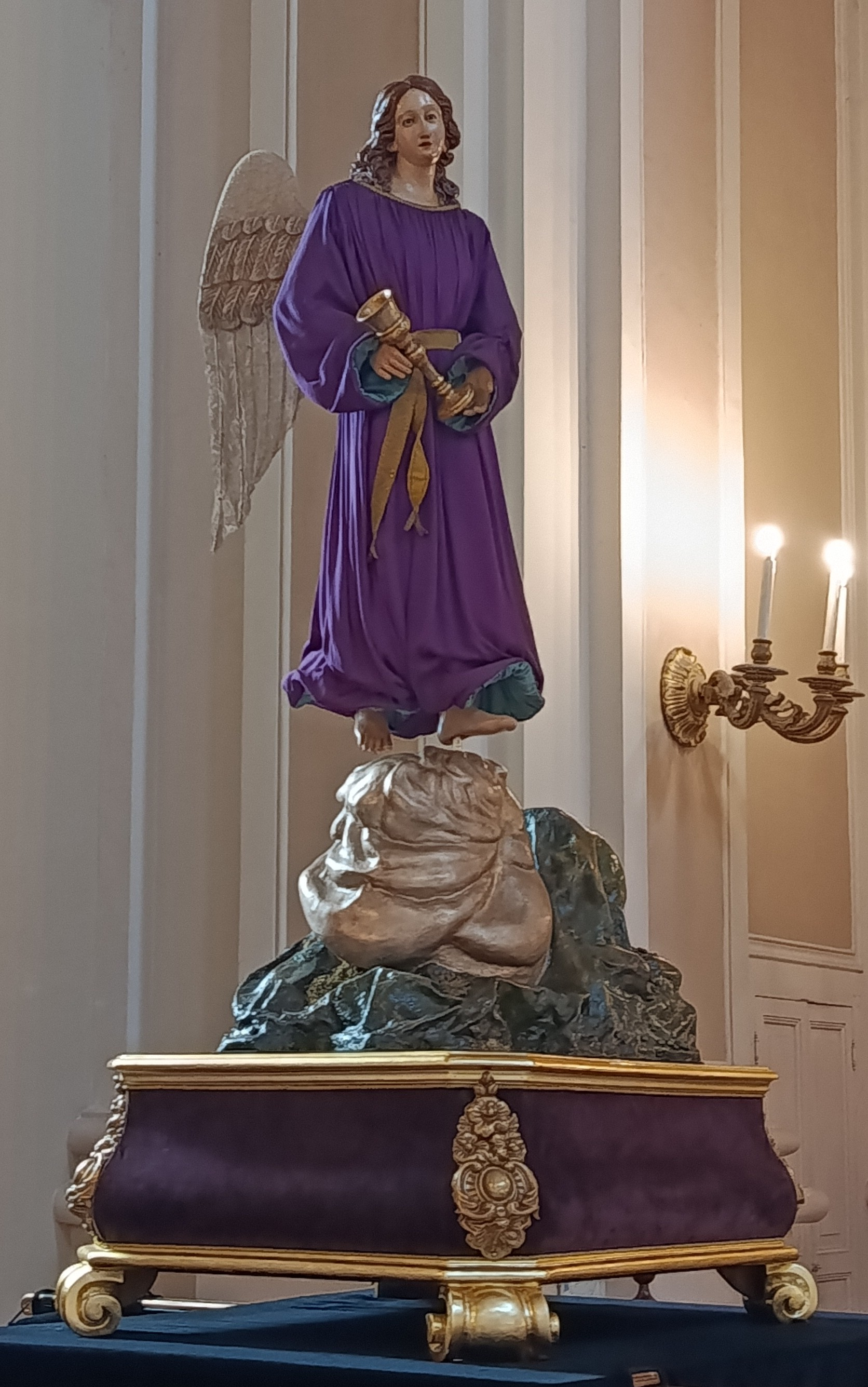
L'angelo alato
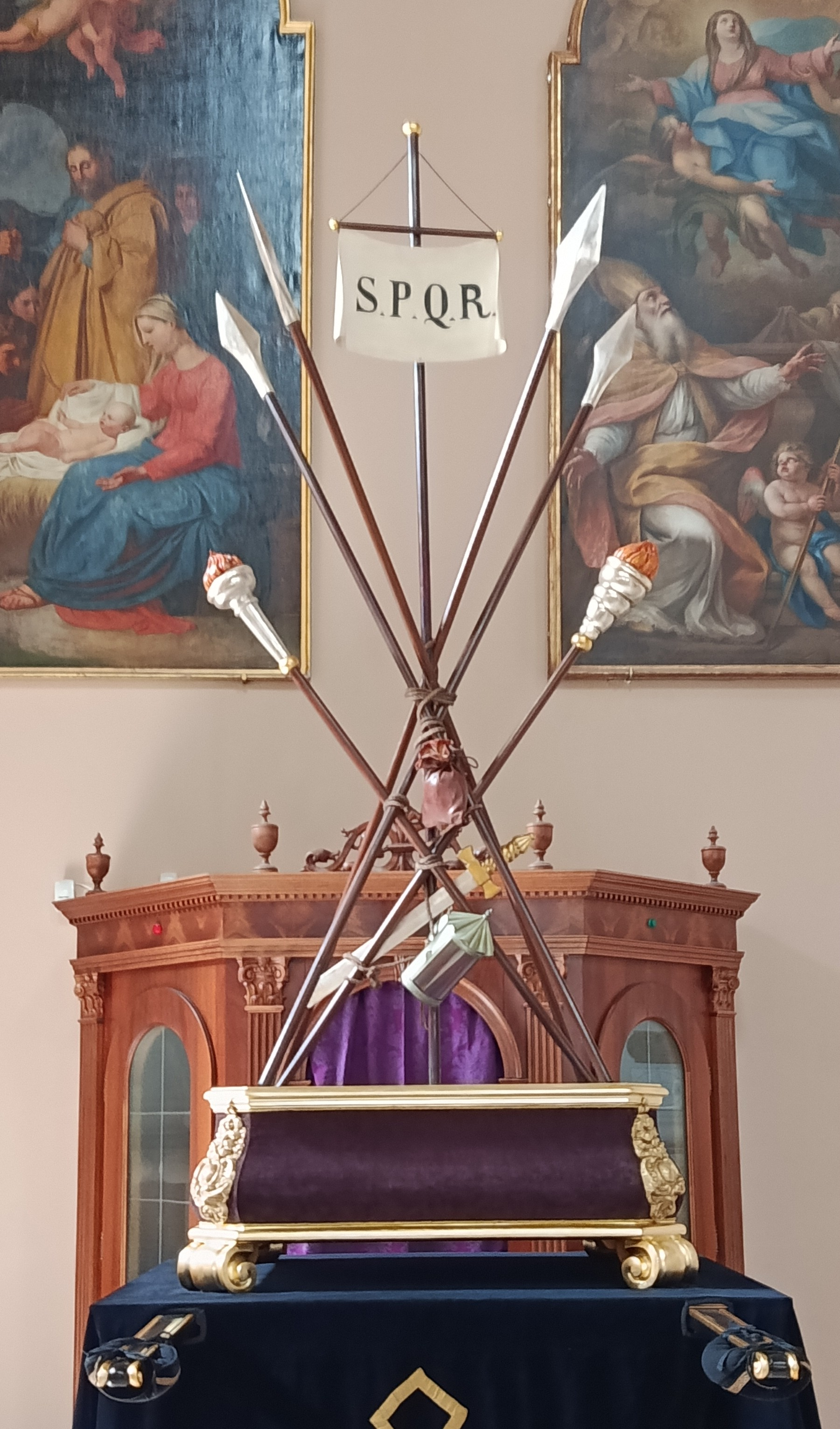
Le lance
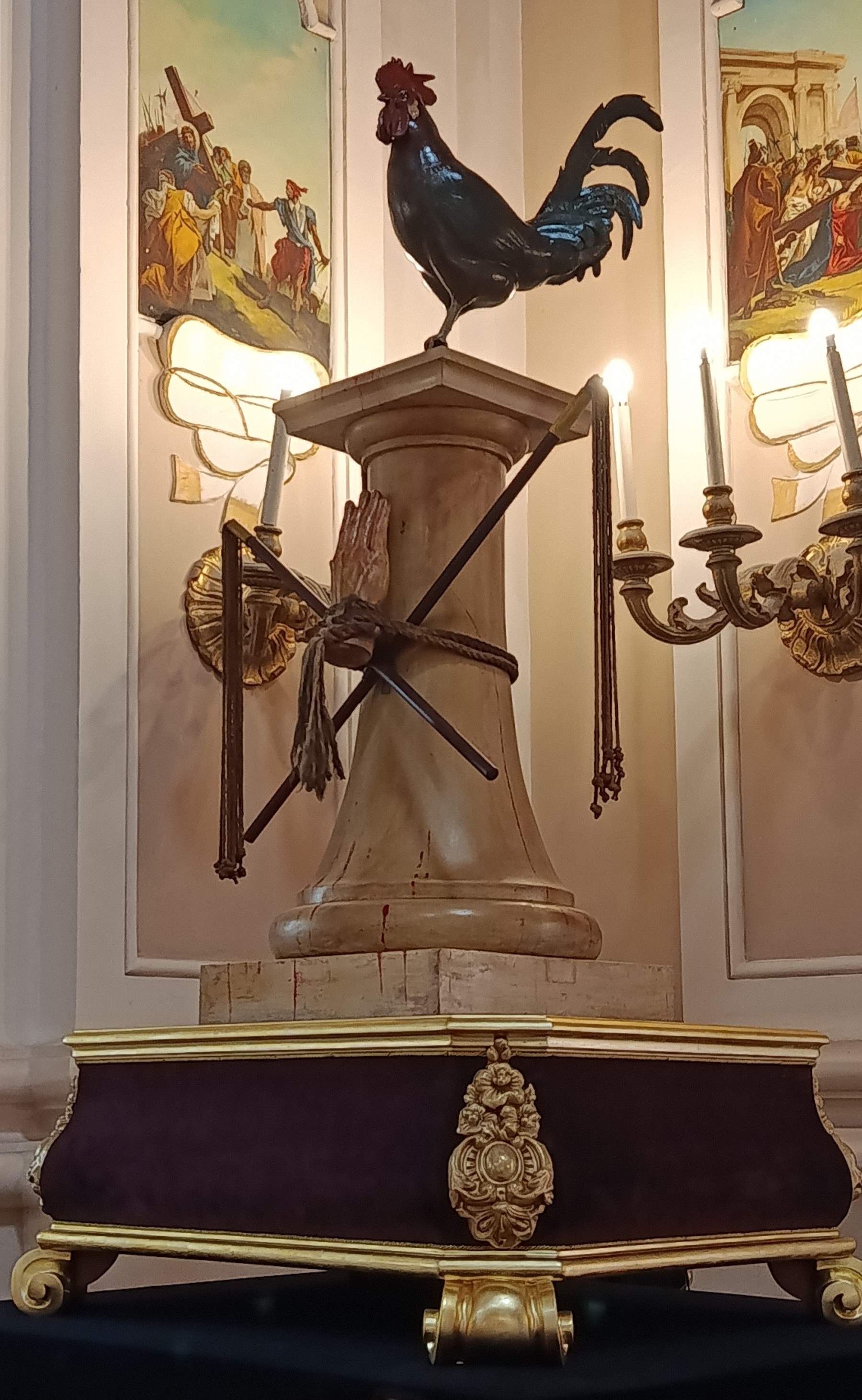
La colonna
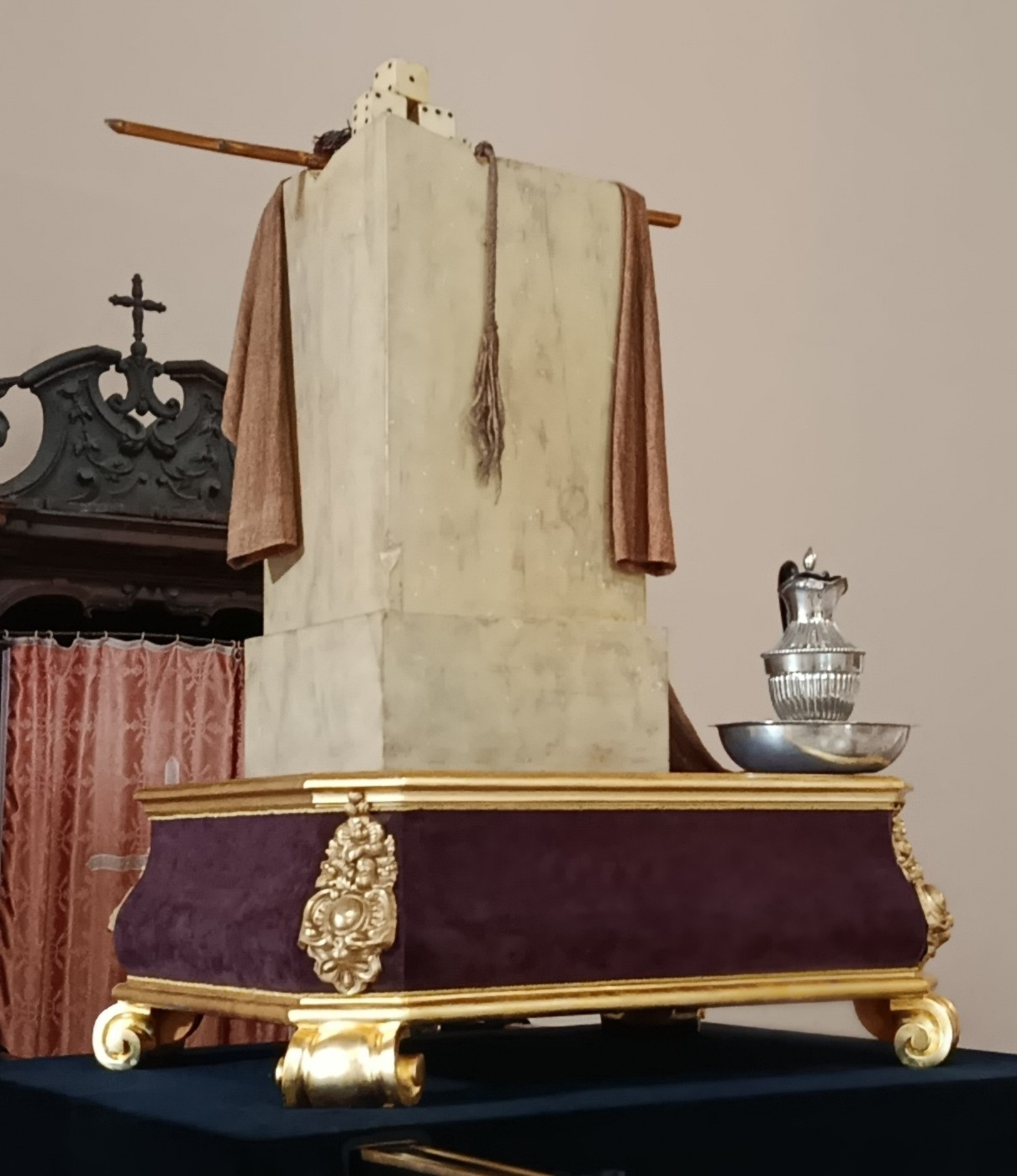
Il sasso
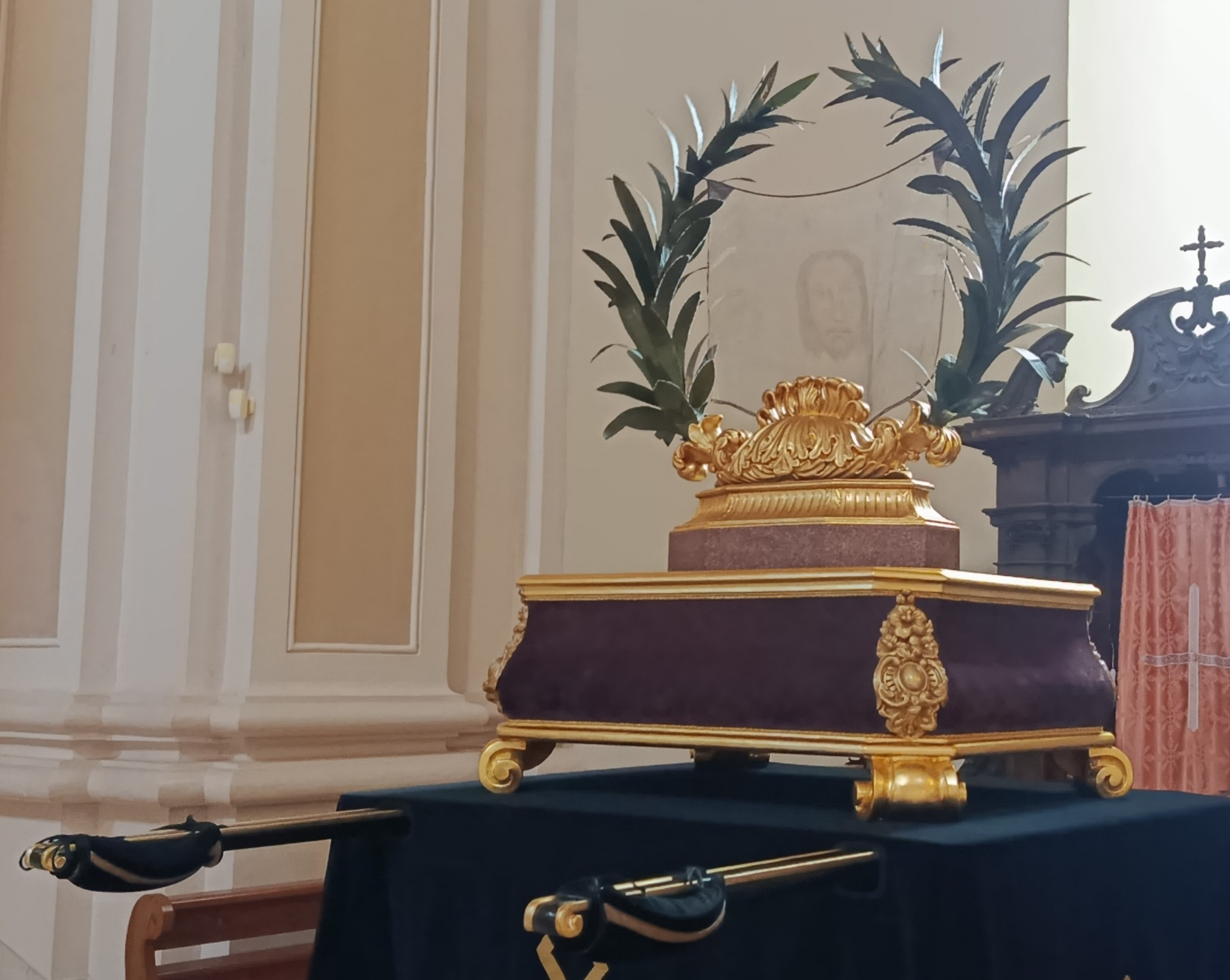
Il volto santo
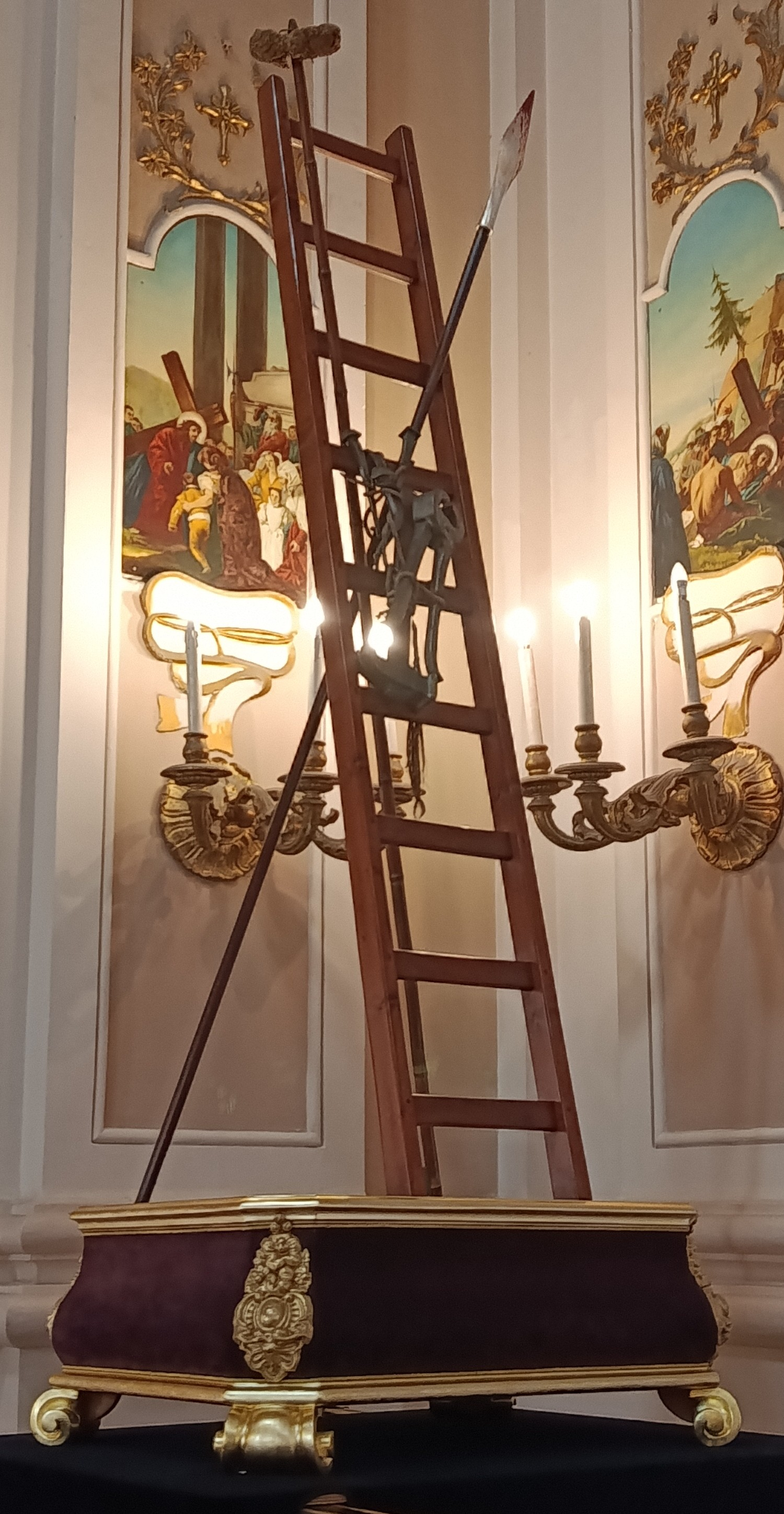
La scala
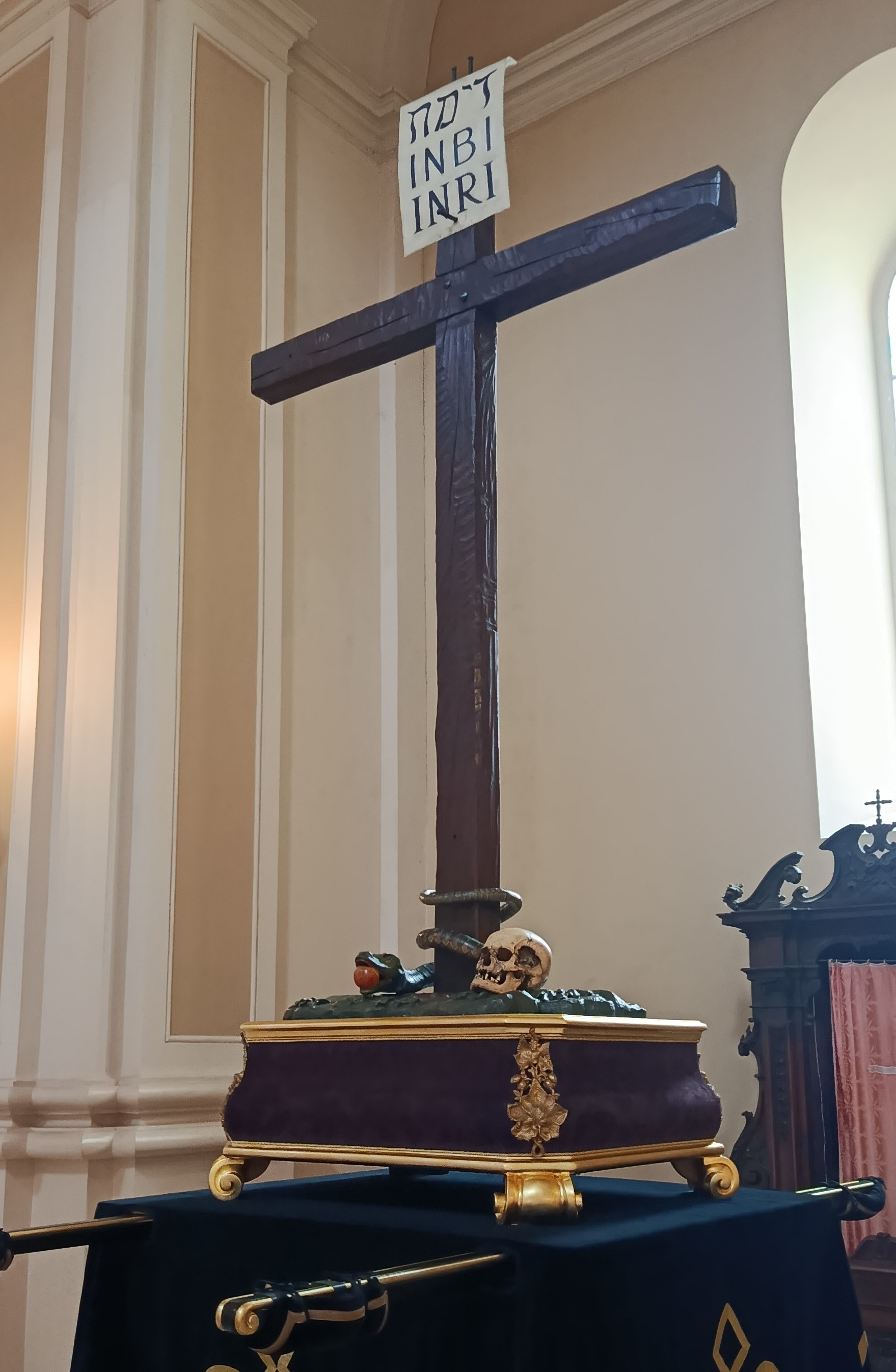
La croce